# AURIX
AURIX是英飞凌科技（Infineon）推出的32位元单片机系列，以汽車產業為應用目標。此系列是以多核心處理器架構為基礎，其中最多可以有三個獨立的TriCore CPU。

## 外部連結
- Infineon Microcontroller Page （页面存档备份，存于）
- Infineon Aurix Page （页面存档备份，存于）